# 吴桂林
吴桂林（1963年10月—），安徽无为人，安徽师范大学中文系毕业，中华人民共和国地方政治人物。

## 生平
1986年7月参加工作，1989年10月加入中国共产党。历任巢湖地委讲师团科员、助教；巢湖地区监察局科员、副科级监察员；巢湖行署驻北京办事处副科级秘书，巢湖行署商贸委综合科副科长，巢湖行署办公室副科级秘书、秘书一科科长，巢湖行署体改委副主任，巢湖市体改委副主任，巢湖市政府办公室副主任，巢湖市委副秘书长、政研室主任、办公室主任；和县县委副书记、县人民政府县长，县委书记、县人大常委会主任。
2013年1月，升任马鞍山市人大常委会副主任。2014年1月，任马鞍山市人民政府副市长。2015年2月，兼任马鞍山市立医疗集团总院长、党委书记。2016年9月，任马鞍山市委常委，市人民政府副市长；同年10月，任马鞍山市委常委、市委秘书长，市人民政府副市长；同年12月卸任副市长职务。2018年3月，任马鞍山市委常委、市委秘书长、政法委书记。2018年7月，任马鞍山市委常委、政法委书记。2021年1月，当选马鞍山市政协主席。